# Pieśń o Hajawacie

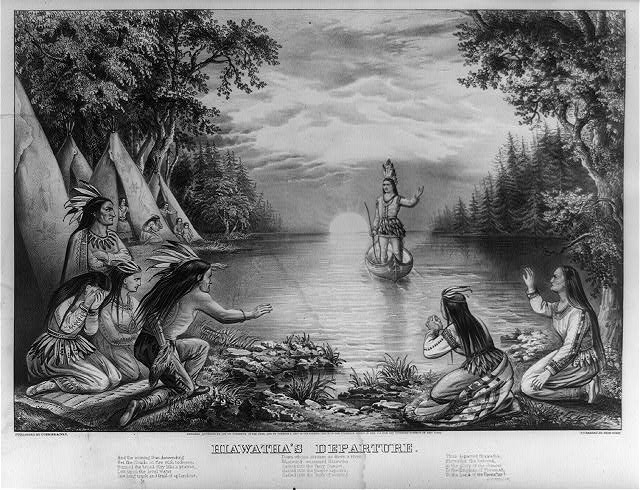
Ilustracja do eposu o Hajawacie z 1865

Pieśń o Hajawacie (The Song of Hiawatha) – epos amerykańskiego poety romantycznego Henry’ego Wadswortha Longfellowa, będący opracowaniem legend rdzennych mieszkańców Ameryki. Sam poeta uważał swoje dzieło za indiańską Eddę. Poemat opiera się na relacjach etnograficznych misjonarza Johna Heckeweldera. Poeta wykorzystał również twórczość Jane Johnston Schoolcraft.

## Charakterystyka ogólna

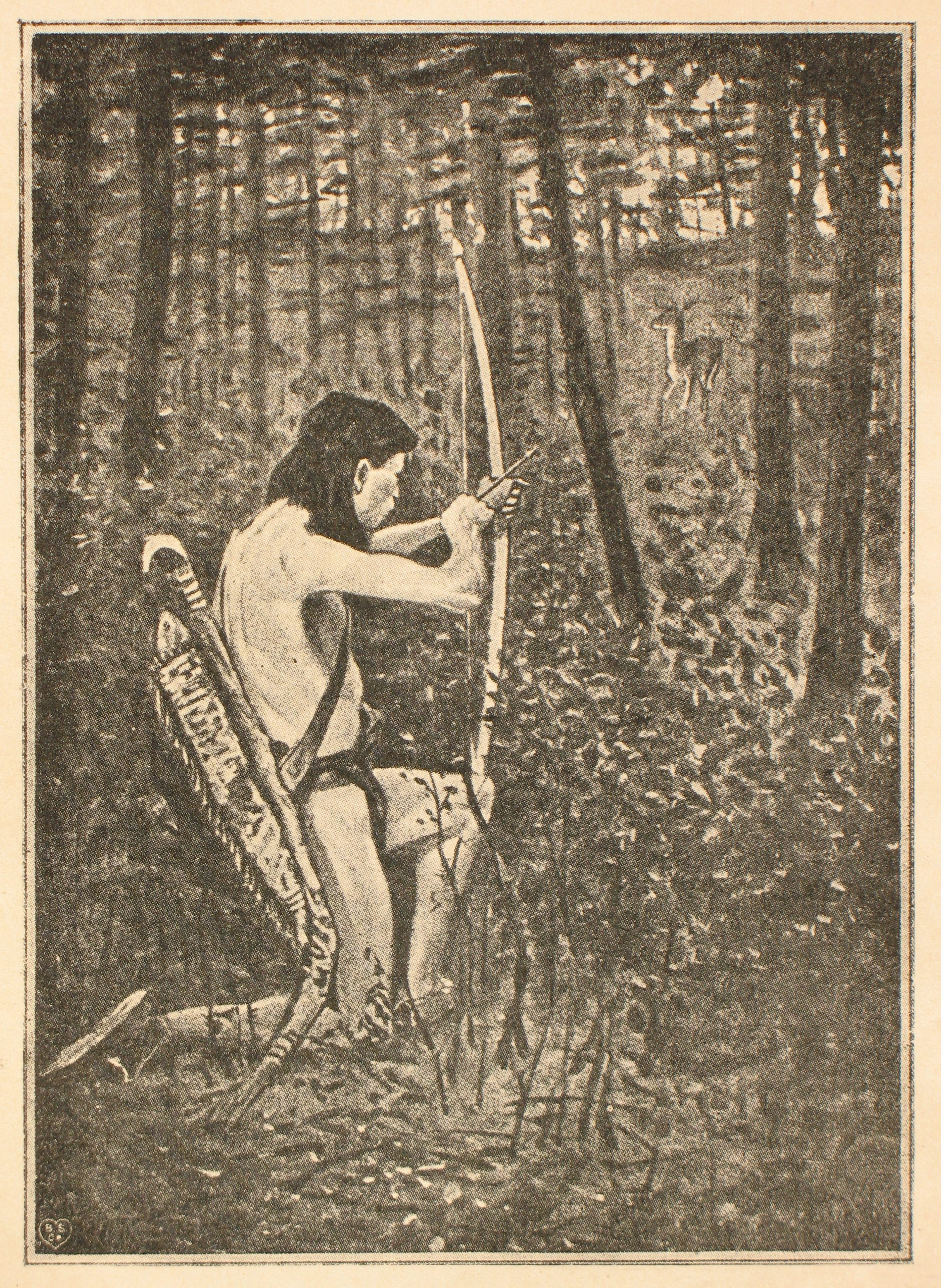
Wojownik indiański na polowaniu

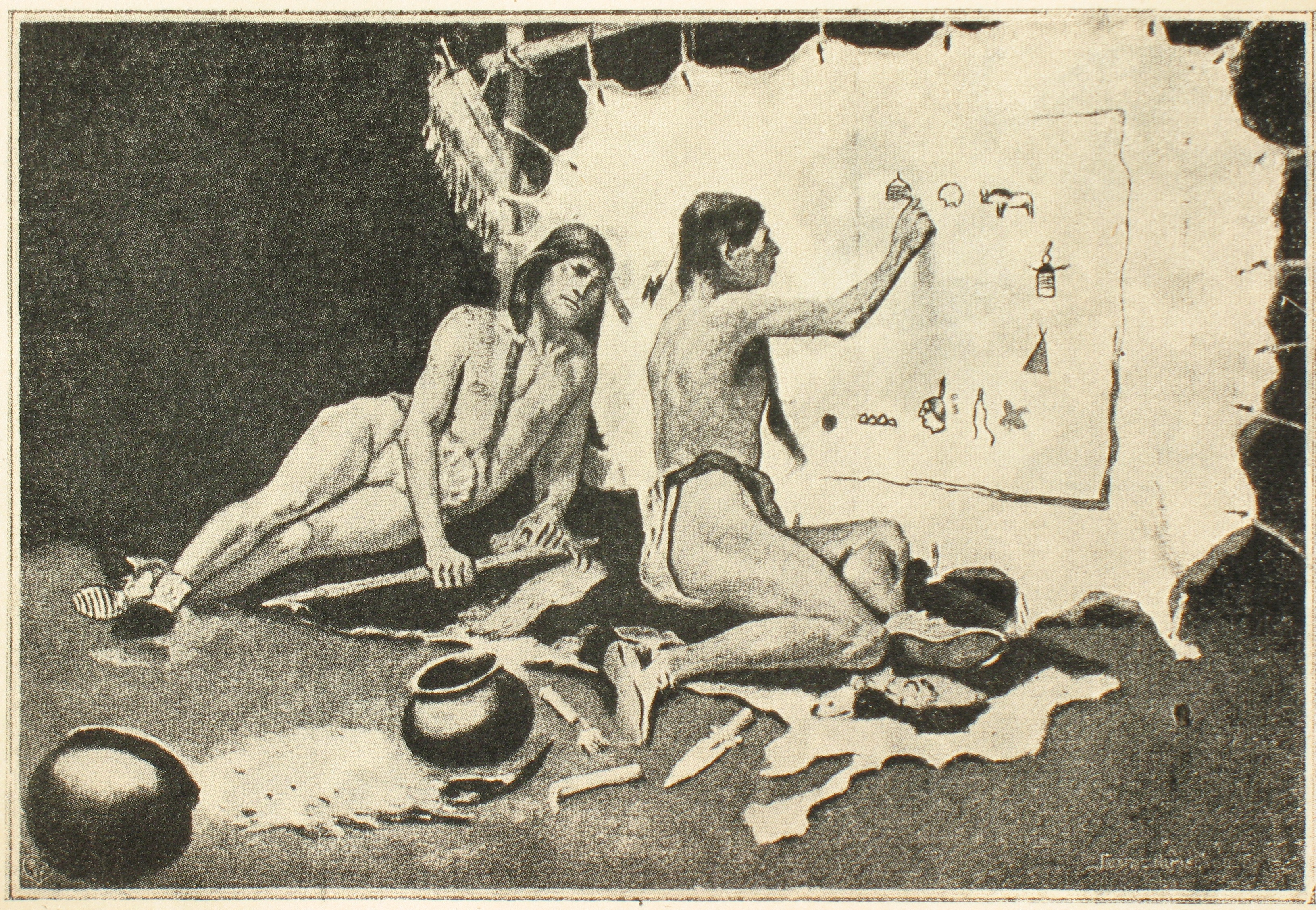
Hiawatha odkrywa pismo obrazkowe

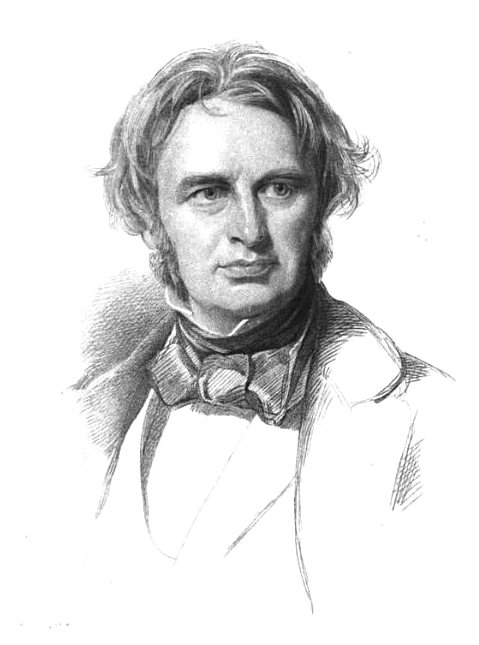
Henry Wadsworth Longfellow w 1854, w czasie pracy nad Pieśnią o Hajawacie

Utwór składa się z Wprowadzenia (Introduction) i dwudziestu dwóch pieśni.
I. The Peace-Pipe

II. The Four Winds

III. Hiawatha’s Childhood

IV. Hiawatha and Mudjekeewis

V. Hiawatha’s Fasting

VI. Hiawatha’s Friends

VII. Hiawatha’s Sailing

VIII. Hiawatha’s Fishing

IX. Hiawatha and the Pearl Feather

X. Hiawatha’s Wooing

XI. Hiawatha’s Wedding-Feast

XII. The Son of the Evening Star

XIII. Blessing the Cornfields

XIV. Picture-Writing

XV. Hiawatha’s Lamentation

XVI. Pau-Puk-Keewis

XVII. The Hunting of Pau-Puk-Keewis

XVIII. The Death of Kwasind

XIX. The Ghosts

XX. The Famine

XXI. The White Man’s Foot

XXII. Hiawatha’s Departure

## Forma

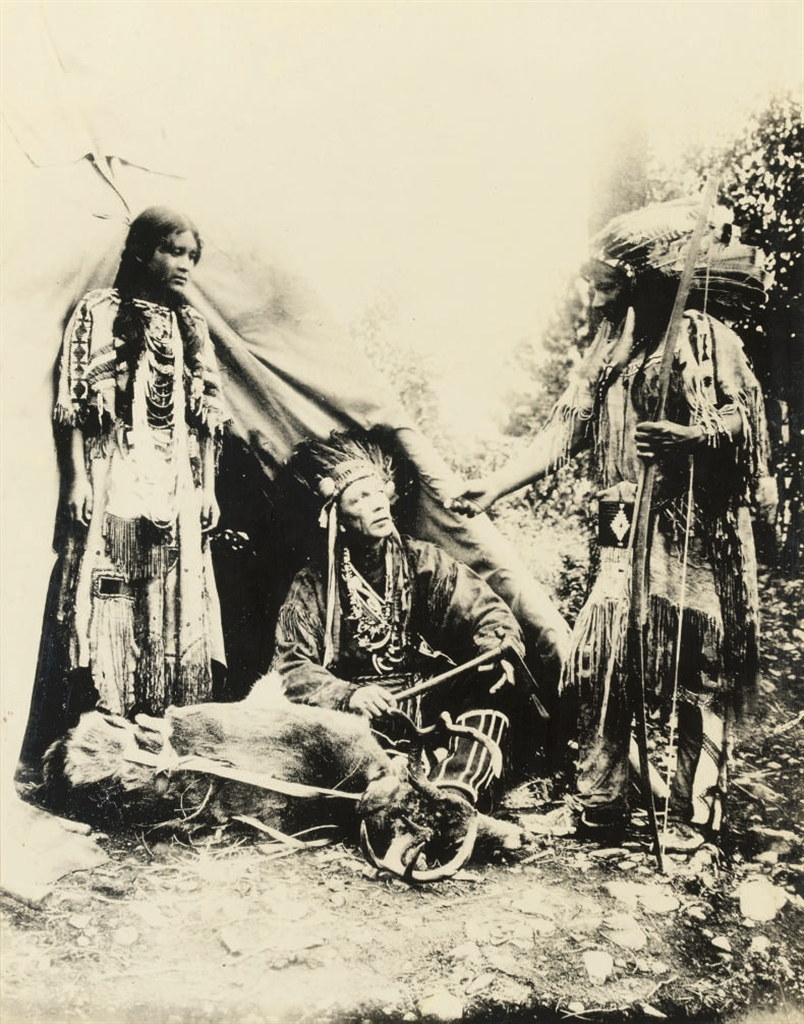
Północnomerykańscy Indianie z plemienie Odżibwejów

Poemat Longfellowa został napisany trocheicznym czterostopowcem (ośmiozgłoskowcem). Forma poematu została przejęta z fińskiego eposu narodowego Kalevala. W literaturze anglojęzycznej, w której przeważa pentametr jambiczny, takie rozwiązanie, zwłaszcza w długim poemacie epickim, jest egzotyczne.
All day long roved Hiawatha 

In that melancholy forest, 

Through the shadow of whose thickets, 

In the pleasant days of Summer, 

Of that ne’er forgotten Summer, 

He had brought his young wife homeward

From the land of the Dacotahs; 

When the birds sang in the thickets, 

And the streamlets laughed and glistened, 

And the air was full of fragrance, 

And the lovely Laughing Water 

Said with voice that did not tremble, 

“I will follow you, my husband!”
Niekiedy Longfellow używa aliteracji, czyli współbrzmienia początkowego. Aliteracja jest typowa zarówno dla
literatury anglojęzycznej, jak i dla poezji fińskiej.
Listen to the words of wisdom,

Listen to the words of warning,
O wpływie metryki i instrumentacji Kalevali na poemat Longfellowa pisał Douglas Hardy. W swoim poemacie Longfellow wykorzystuje powtórzenia i paralelizmy, które są typowe dla twórczości ludowej, ustnej, o czym wspomina we wprowadzeniu do utworu sam autor.

## Bohater

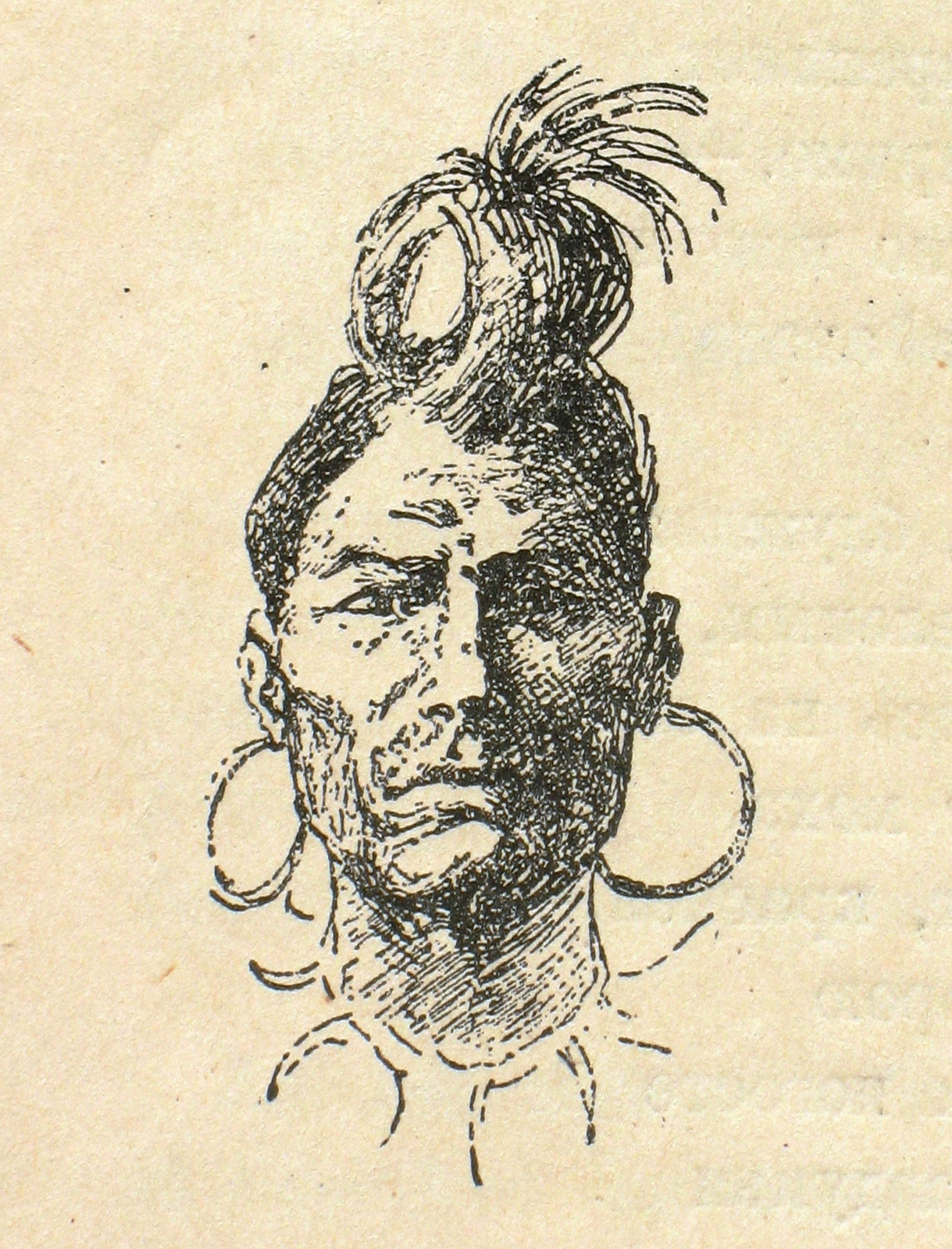
Indiański wojownik

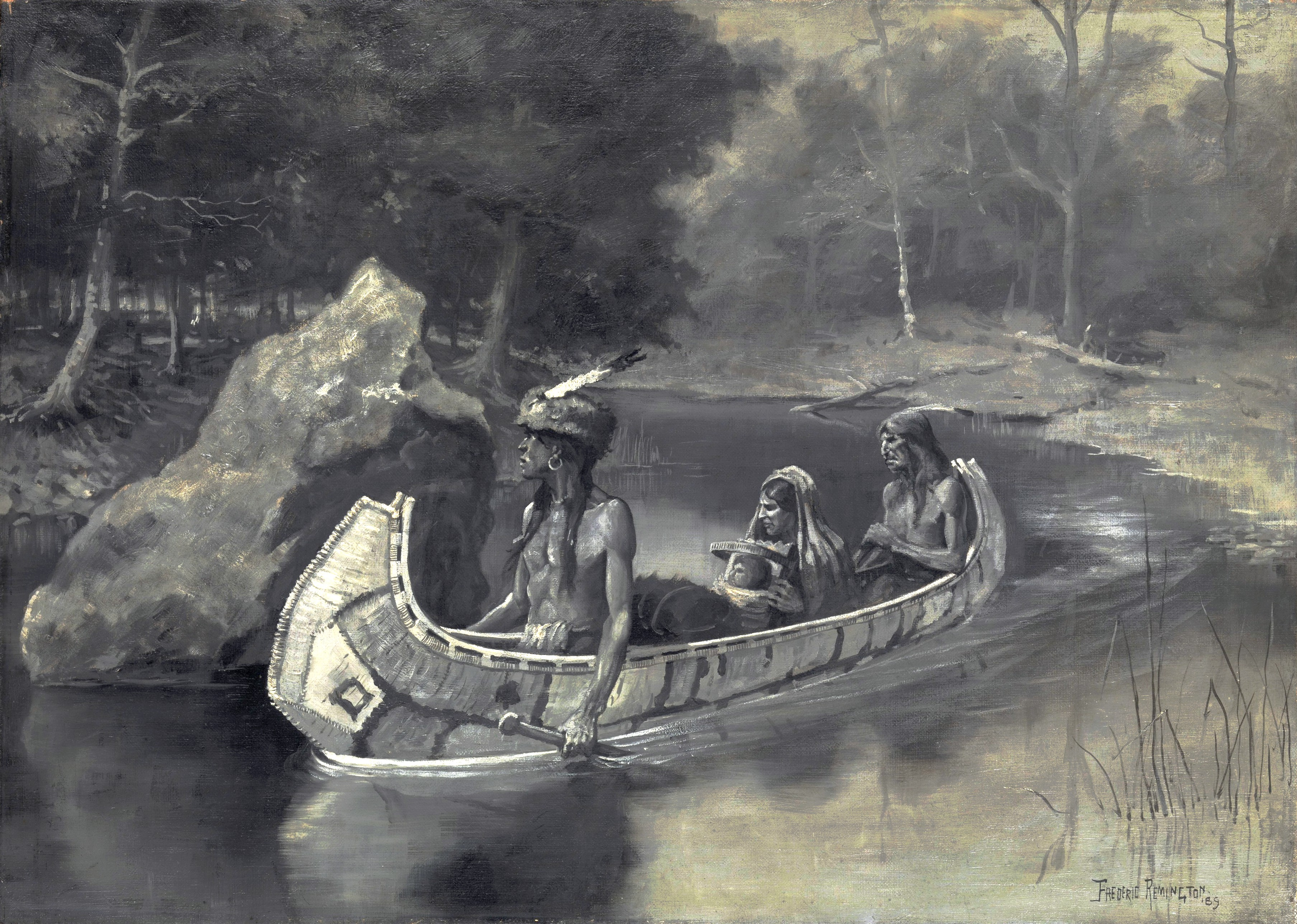
Ilustracja Frederica Remingtona do wydania Pieśni o Hajawacie z 1890

Bohaterem poematu jest legendarny indiański wódz, Hajawata, który żył w XV wieku. Jego imię znaczy Ten, który tworzy rzeki. Hajawata jest prorokiem, wojownikiem, ale równocześnie rozjemcą. Jest również wynalazcą pisma. Jednocześnie rolę bohatera zbiorowego odgrywają poszczególne plemiona indiańskie, jak wymienieni Odżibwejowie czy Dakotowie.
Poeta wymienia liczne nazwy plemion zamieszkujących terytorium obecnych Stanów Zjednoczonych. Jego epopeja uważana jest za szczytowe osiągnięcie w dziedzinie literatury o Indianach.

## Przekłady

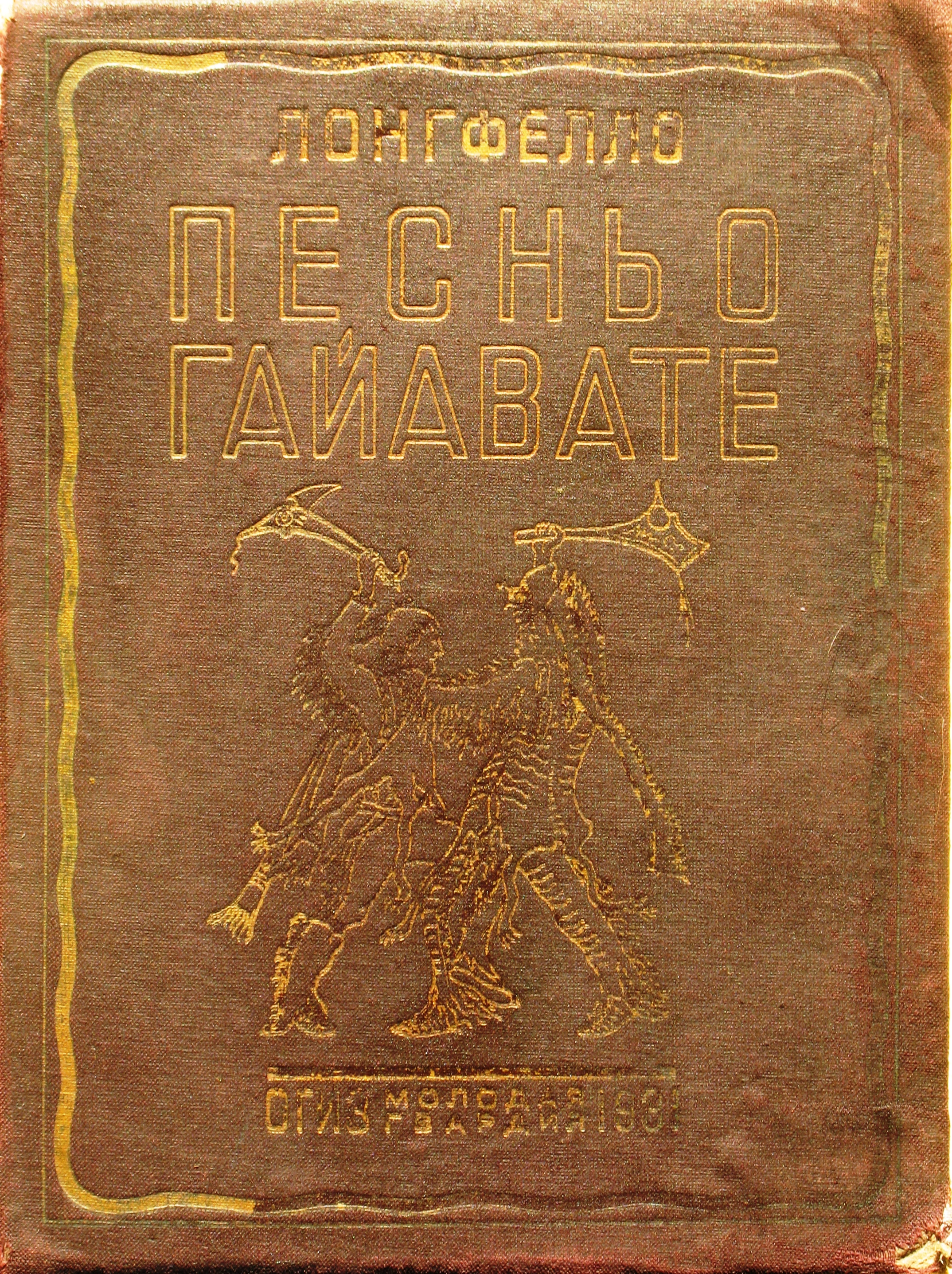
Okładka rosyjskiego wydania Pieśni o Hajawacie

Longfellow należy do najpopularniejszych poetów amerykańskich, a zarazem do autorów najczęściej tłumaczonych na języki obce. Również pieśń o Hajawacie cieszyła się zainteresowaniem tłumaczy. Na język rosyjski przełożył ją Iwan Bunin. Na polski epos przetłumaczył Roman Jackow. Fragment poematu, zatytułowany Fajka pokoju, przełożył Julian Tuwim.